# Çiçekli, Andırın
Çiçekli là một xã thuộc huyện Andırın, tỉnh Kahramanmaraş, Thổ Nhĩ Kỳ. Dân số thời điểm năm 2010 là 656 người.